# Kronprinsessan Victorias fond
Kronprinsessan Victorias fond eller kortare Victoriafonden arbetar för barn och ungdomar i Sverige med funktionsnedsättning och/eller kronisk sjukdom. Individer eller familjer kan inte ansöka om stöd utan alla pengar kanaliseras via ideella föreningar. Fonden administreras av Radiohjälpen och tar emot gåvor under hela året. Särskilt viktig är insamlingen den 14 juli i samband med kronprinsessan Victorias födelsedag, som firas med ett stort publikarrangemang på idrottsplatsen i Borgholm och som SVT sedan flera år sänder.
Huvudparten av ansökningarna gäller kostnader för medhjälpare i samband med allehanda fritidsaktiviteter som idrott, resor, lägerverksamhet etc. Utan stödet belastas oftast en funktionshindrad med dubbla omkostnader eftersom en aktivitet kräver just en medhjälpare.
Under 2011 samlade Victoriafonden in 3 992 842  kronor och erhöll dessutom 129 910 kronor via testamenten. Vid årsskiftet hade totalt 83,7 mkr donerats sedan 1997.
Sedan 2008 kan även forskningsstiftelser söka medel ur Victoriafonden. Det finns idag ett stort antal medicinska- och forskningsfonder som samlar in medel i Sverige och som tagit ett stort utrymme inom den ideella sektorn. En stor del av relevant medicinsk forskning ingår i mångåriga och mycket kostsamma program. Men möjligheter finns ändå att dels bryta ut konkreta delar av viss forskning som ryms inom Victoriafondens ram, dels stödja avslut av omfattande och komplexa forskningsprogram.
Victoriafonden utgör idag stommen i ett av Radiohjälpens tre huvudområden: Insatser för personer med funktionsnedsättning inom Sverige.
De båda andra områdena definieras som:
- Snabb respons med insamlingskampanj i radio och TV vid internationella katastrofer.
- Varaktiga internationella humanitära insatser i program/projektform med starkt barnfokus, i första hand genom den årliga kampanjen Världens Barn.